# La ciudad de Vitoria bajo los puntos de vista artístico, literario y mercantil, seguida del indicador del viajero
La ciudad de Vitoria bajo los puntos de vista artístico, literario y mercantil, seguida del indicador del viajero ―a veces referida simplemente como La ciudad de Vitoria― es una obra escrita por José Colá y Goiti. Tuvo, al menos, tres ediciones diferentes, habiendo salido la primera de la imprenta en 1883.

## Descripción

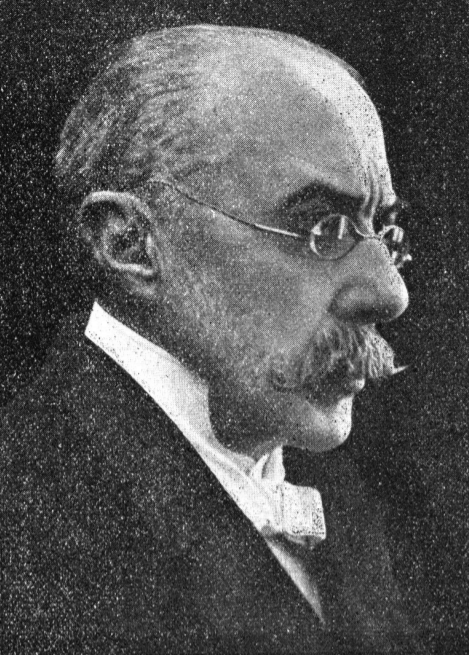
José Colá y Goiti, autor de la obra

La obra, como figura en las primeras páginas, está dedicada «a la muy noble y muy leal ciudad de Vitoria» por «su amante hijo», que es como se define Colá y Goiti. «Damos la preferencia que merece Vitoria considerada bajo los puntos de vista monumental y artístico, científico y literario, comercial é industrial, incluyendo un plano-itinerario, ilustraciones fotográficas de sus principales monumentos y una guía de todas las corporaciones oficiales», explica el propio autor en la página que sirven de introducción. «No buscamos con nuestro modesto trabajo nombradía que nos inmortalice ni fama que nos lucre. Solo guía nuestra pluma un sentimiento innato en el pueblo alavés: el patriotismo», apostilla. La obra hace un recorrido por edificios de significación histórica para la ciudad, incluidos la catedral, palacios, conventos, el hospicio y el teatro, entre otros, y repasa más adelante el movimiento literario, los vitorianos ilustres y la situación de la industria y el comercio, para acabar con un «indicador del viajero» como colofón.
Tanto la primera edición como la segunda contenían, según las palabras de J. Izarra en un artículo publicado en la revista Euskal-Erria, «diez costosas y grandes fotografías pegadas en cartulina, nueve grabados y un plano de ferrocarriles». A estas dos ediciones siguió una tercera económica y ya sin ilustraciones.